# Edwin Cannan

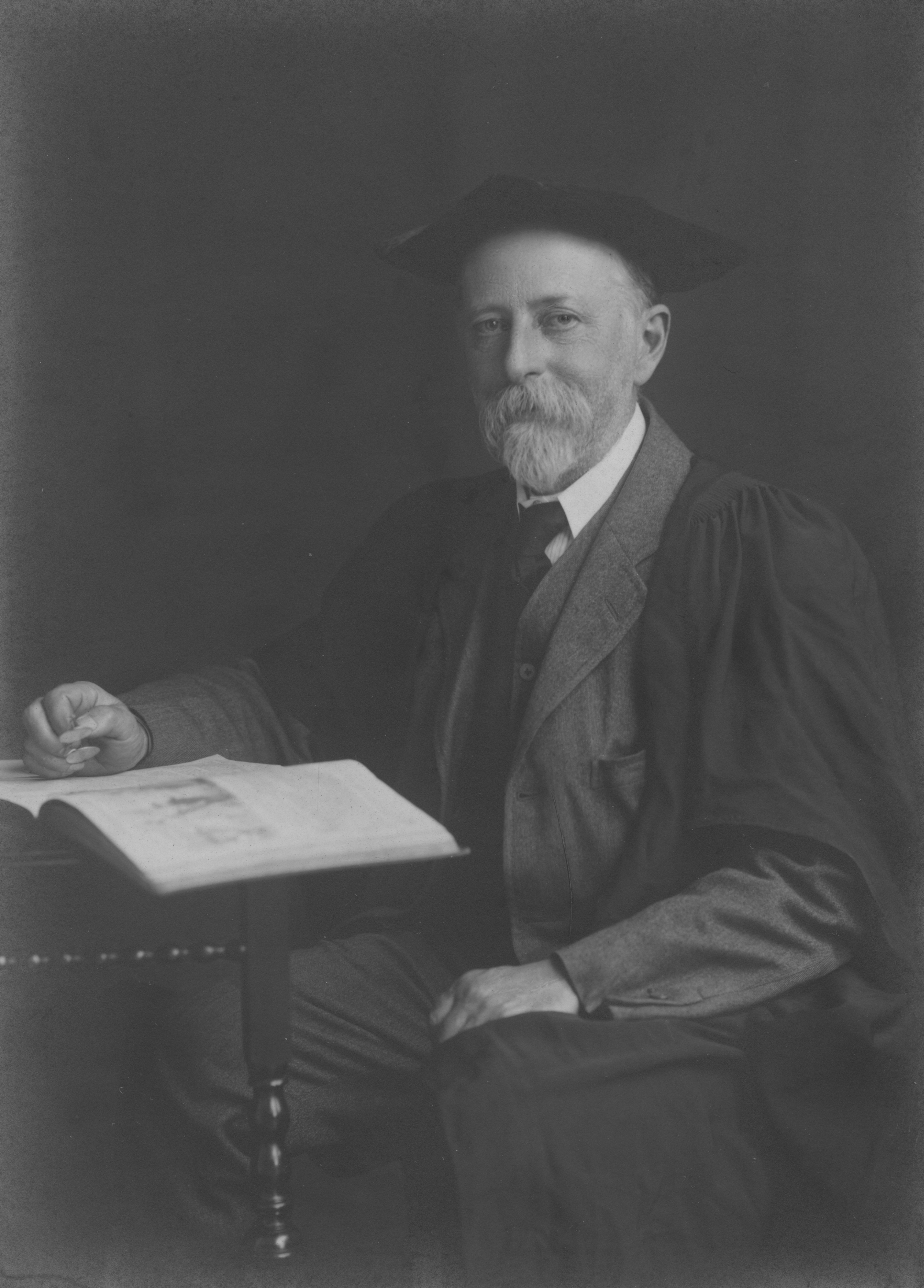
Edwin Cannan.

Edwin Cannan, född den 3 februari 1861, död den 8 april 1935, var en brittisk nationalekonom.

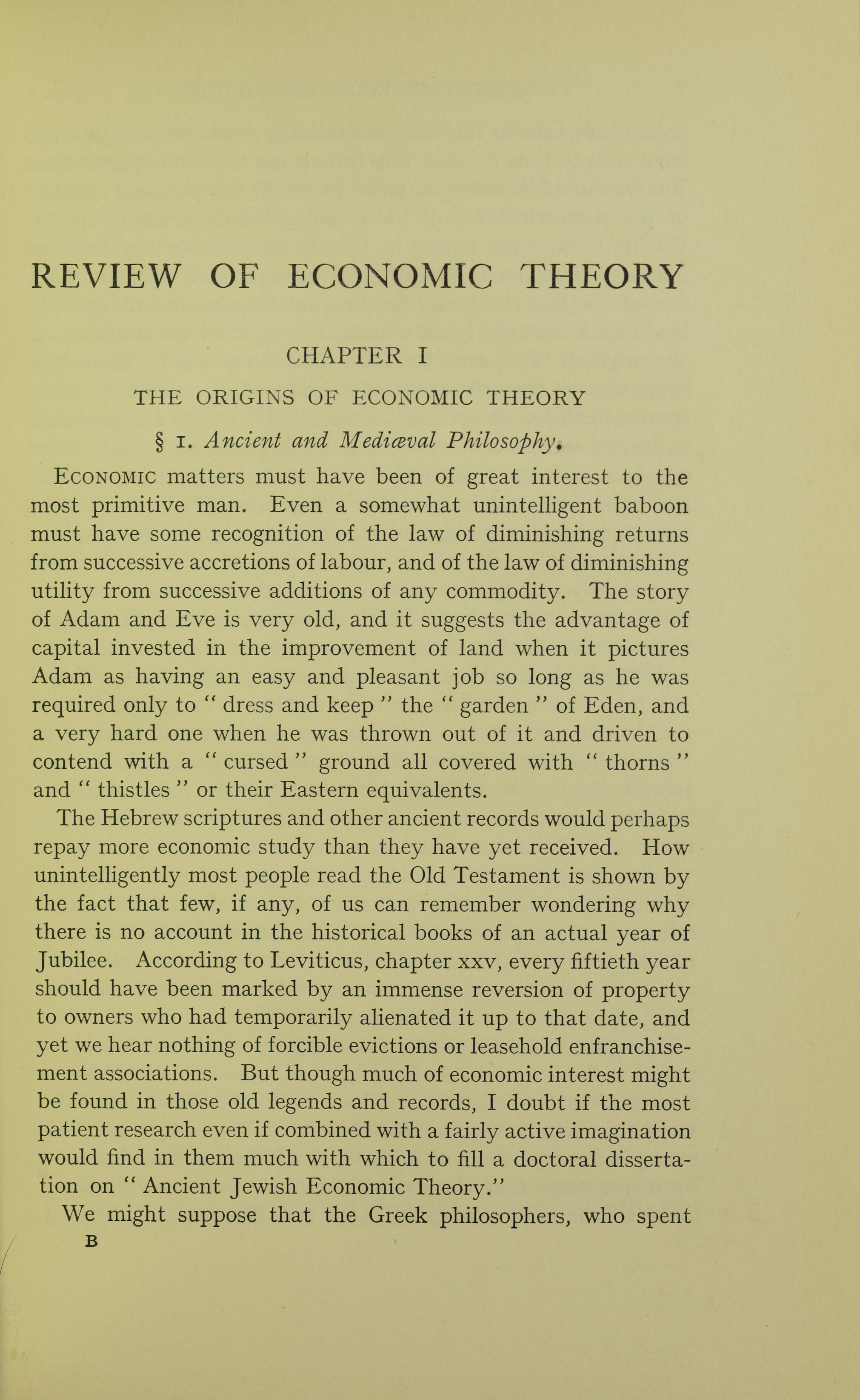
Review of economic theory, 1929

Cannan var professor i politisk ekonomi i London 1907-26. Bland Cannans skrifter märks History of local rates in England (1896, 2:a upplagan 1912), Wealth (1914), Money (1918), Paper pound of 1797-1821 (1920) och An economist's protest (1927). Cannan har dessutom utgett och kommenterat Adam Smiths Wealth of nations (1904). Cannan var på sin tid en av Storbritanniens främsta ekonomer, och anslöt sig till den klassiska liberala skolan.